# Bobești, Vaslui
Bobești este un sat în comuna Duda-Epureni din județul Vaslui, Moldova, România.